# Budha

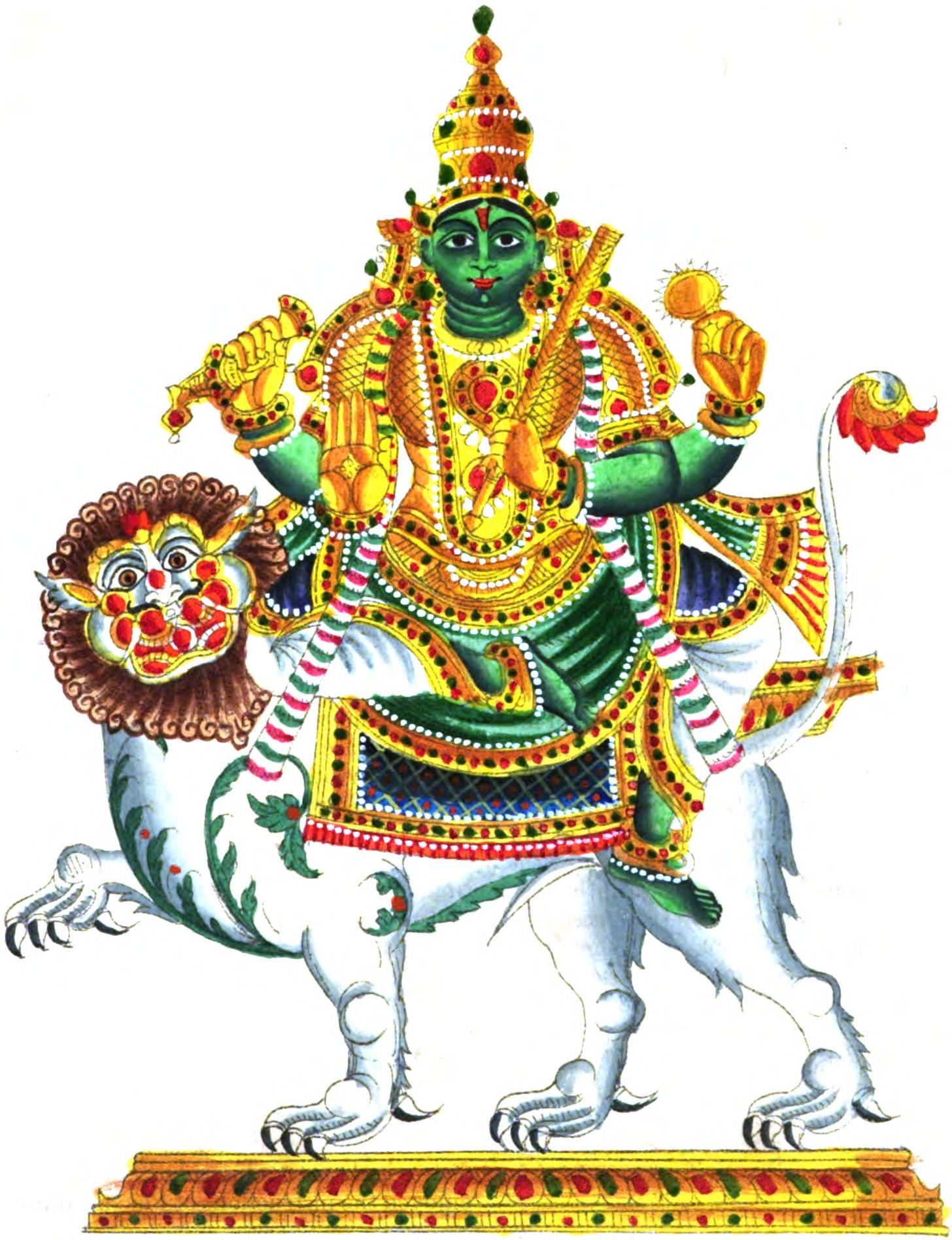
Raffigurazione di Budha

Budha (devanagari: बुध) è, nella mitologia induista, il nome del pianeta Mercurio e della divinità ad esso collegata. Fa parte dei Navagraha, le nove divinità che presiedono ai principali corpi celesti. È anche conosciuto con i nomi di Soumya (sanscrito: सौम्य, ovvero "figlio della luna"), Rauhineya o Tunga.

## Mitologia

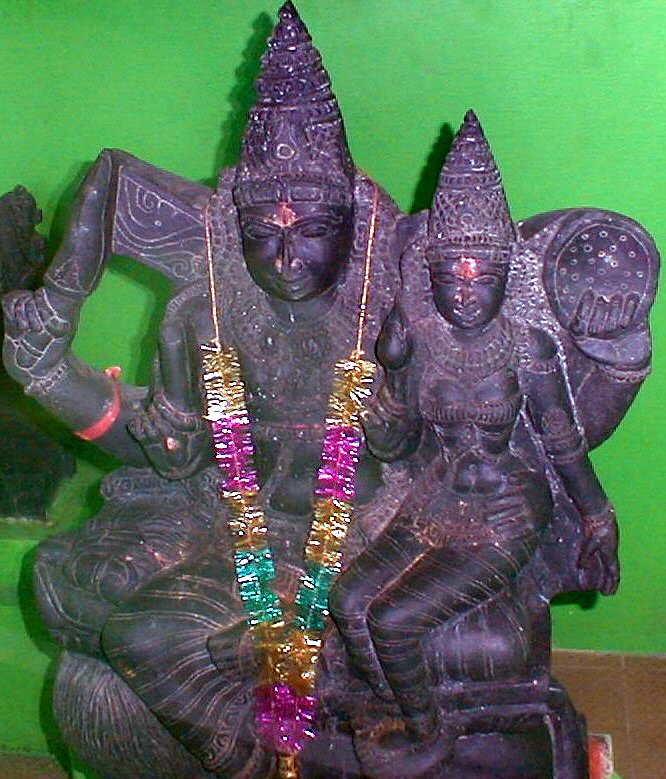
Budha con la consorte Ila.

Budha appare come una divinità nei testi indiani, spesso come figlio di Soma (il dio della luna, in alternativa noto come Chandra) e Tara (moglie di Brihaspati, il dio di Giove). L'identità della madre di Budha non è tuttavia coerente nei Purana: infatti è detto alternativamente figlio di Tara o della dea Rohini (una figlia di Daksha). Budha ebbe un solo discendente, il re mortale Pururavas, dalla moglie Ila.
Una delle prime menzioni di Budha come corpo celeste appare nel testo vedico Pancavimsa Brahmana, e appare anche in altri testi antichi come lo Shatapatha Brahmana, ma non nel contesto dell'astrologia. Nei Veda, Budha è legato ai tre gradini del dio Visnù.

## Iconografia
L'iconografia di Budha è quella di una divinità benevola, con il corpo di colore giallo chiaro (o verde), drappeggiato in abiti gialli, che tiene una scimitarra, una mazza e uno scudo. Canonicamente è rappresentato a cavallo di un carro fatto di aria e fuoco, trainato da otto cavalli del vento; in alcune illustrazioni tuttavia cavalca un leone e ha quattro braccia. Nel Tempio di Bhudhan, situato a Thiruvenkadu nel Tamil Nadu, è raffigurato mentre cavalca un leone alato.